# Federació Internacional d'Hoquei sobre Gel
La Federació Internacional d'Hoquei sobre Gel (en anglès: International Ice Hockey Federation, IIHF) és l'organització que es dedica a regular les normes de l'hoquei sobre gel en l’àmbit internacional. Té la seu a Zúric (Suïssa) i comptava l'any 2021 amb l'afiliació de 85 federacions nacionals. El president en funcions, des de l'any 2021, és el francès Luc Tardiff.
L'IIHF manté el rànquing mundial IIHF basat en tornejos internacionals d'hoquei sobre gel. Les regles de joc dels esdeveniments de l'IIHF difereixen de l'hoquei a Amèrica del Nord i les regles de la National Hockey League (NHL). Les decisions de l'IIHF poden ser apel·lades a través del Tribunal d'Arbitratge de l'Esport de Lausana, Suïssa. L'IIHF manté el seu propi saló de la fama per a l'hoquei sobre gel internacional. El Saló de la Fama de l'IIHF es va fundar l'any 1997 i es troba dins del Saló de la Fama de l'hoquei des de 1998.
Anteriorment, l'IIHF també gestionava el desenvolupament de l'hoquei en línia, però el juny de 2019 l'IIHF va anunciar que ja no mantindria la responsabilitat de l'hoquei en línia ni organitzaria el Campionat del món d'hoquei en línia.

## Funcions
Les principals funcions de l'IIHF són governar, desenvolupar i organitzar l'hoquei a tot el món. Un altre deure és promoure les relacions amistoses entre les associacions nacionals membres i operar de manera organitzada per al bon ordre de l'⁣esport. La federació pot prendre les mesures necessàries per reconduir el seu propi funcionament, així com els seus assumptes, d'acord amb les seves lleis, estatuts i reglaments, així com per tenir una clara jurisdicció en matèria d'hoquei sobre gel a nivell internacional. L'IIHF és l'organisme responsable d'organitzar els patrocinis, els drets de llicència, la publicitat i el marxandatge en relació amb totes les competicions de l'IIHF.
Un altre objectiu de la federació és donar suport en el desenvolupament dels joves jugadors i en el desenvolupament dels entrenadors i oficials de joc. D'altra banda, tots els esdeveniments de l'IIHF són organitzats per la federació, que també estableix i manté el contacte amb qualsevol altra federació o agrupació esportiva. L'IIHF és responsable de tramitar les transferències dels jugadors internacionals. També és l'organisme que presideix l'hoquei sobre gel als Jocs Olímpics així com a tots els nivells dels Campionats del Món de l'IIHF. La federació treballa en col·laboració amb els comitès locals a l'hora d'organitzar els seus 25 Campionats del Món, en cinc categories diferents.
Tot i que l'IIHF dirigeix els campionats del món, també és responsable de l'organització de diverses competicions europees de clubs com la Champions Hockey League o la Copa Continental.
La federació es regeix per l'òrgan legislatiu de l'IIHF que és el Congrés General juntament amb l'òrgan executiu, que és el Consell. El Congrés té dret a prendre decisions sobre les regles del joc, els estatuts i els estatuts en nom de la federació. També és l'òrgan que elegeix el president i el consell o també conegut com a junta. El president de l'IIHF és bàsicament el representant de la federació. Representa els interessos de la federació en tots els assumptes externs i també és responsable que les decisions es prenguin d'acord amb els estatuts i reglaments de la federació. El president està assistit pel secretari general, que també és l'empleat amb el millor classificat de l'IIHF.

## Història

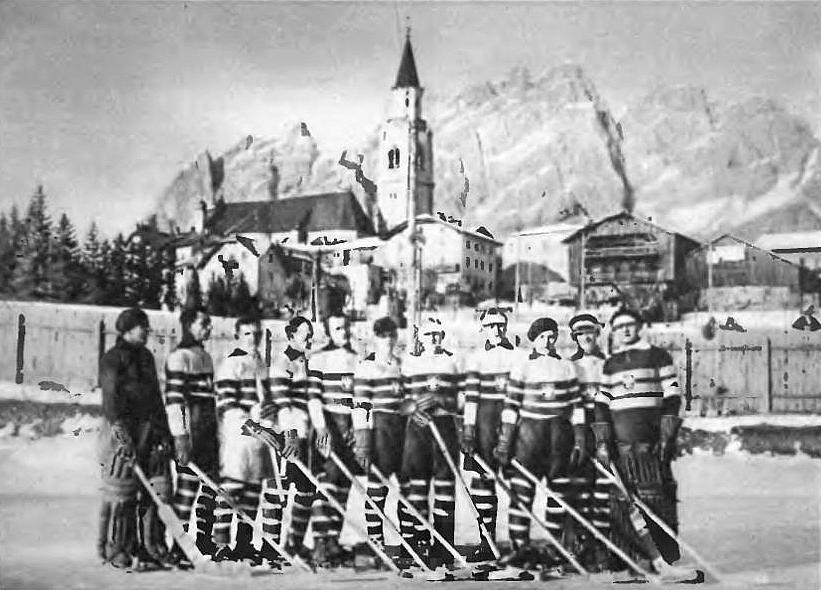
La selecció masculina d'hoquei sobre gel de Polònia va debutar als Jocs Olímpics d'hivern de 1928.

### Segle XX
La IIHF va ser fundada el 15 de maig del 1908 a París per representants de quatre entitats nacionals: Bèlgica, França, el Regne Unit i Suïssa amb el nom de Lliga Internacional d'Hoquei sobre Gel (LIHF). L'any 1910 es va celebrar el primer Campionat Europeu d'Hoquei sobre Gel, a la localitat alpina de les Avants (Suïssa) amb la participació de 8 seleccions nacionals.
El 1920 en el marc dels VII Jocs Olímpics a Anvers es va realitzar el primer torneig d'hoquei sobre gel, que també va servir com a primer Campionat Mundial d'Hoquei sobre Gel Masculí. Els Jocs Olímpics d'hivern de 1928, que també van servir com a Campionat del Món i d'Europa durant l'any, van veure la participació d'un rècord d'11 països. Els Jocs Olímpics d'hivern de 1936 van establir un nou rècord amb 15 participants.
L'any 1954 es va decidir canviar-li el nom a la LIHF a l'actual, Federació Internacional d'Hoquei sobre Gel, IIHF. La revolució hongaresa de 1956 que havia provocat l'ocupació d'Hongria per l'⁣exèrcit soviètic, va provocar un boicot als Campionats del Món de 1957, que s'estaven celebrant a Moscou. El Canadà i els Estats Units van liderar el boicot, i s'hi van unir Noruega, Alemanya Occidental, Itàlia i Suïssa.
El Campionat del Món de 1962, organitzat per les ciutats nord-americanes de Colorado Springs i Denver, va ser boicotejat per la Unió Soviètica i Txecoslovàquia, fet que va provocar un nou boicot per part dels altres països del Bloc de l'Est. La qüestió va ser el boicot dels campionats de 1957 a Moscou per part del Canadà i els Estats Units, i la negativa dels nord-americans als passaports d'Alemanya de l'Est com a reacció a la construcció del mur de Berlín per part d'Alemanya de l'Est.
Per a la temporada 1965–66, l'IIHF va crear la Copa d'Europa, un torneig format pels millors equips de clubs d'arreu d'Europa. La competició va ser creada per Günther Sabetzki, basat en la Copa d'Europa de futbol d'associació (ara UEFA Champions League). L'any 1968 l'IIHF va organitzar el Campionat d'Europa sub-19, una competició juvenil per a jugadors de 19 anys o menys. El límit d'edat es va reduir posteriorment a 18 anys el 1977.
Durant la dècada de 1980, el Canadà va deixar de boicotejar els Campionats del Món i els Jocs Olímpics. Els canadencs havien boicotejat aquests tornejos entre 1970 i 1976 després que l'IIHF els impedís incorporar jugadors professionals als Campionats del Món d'equips de la NHL que no s'havien classificat per als playoffs de la Copa Stanley. El president Sabetzki va aconseguir trobar un compromís que va donar lloc al retorn del Canadà als esdeveniments internacionals a partir del 1977. Els jugadors professionals els equips dels quals havien estat eliminats dels playoffs van poder competir i, a canvi, el Canadà va acceptar participar en els Campionats del Món. També van renunciar al seu dret a organitzar qualsevol Campionat del Món. La creació de la Copa Canadà (una competició organitzada per la NHL al Canadà cada quatre anys) també formava part del nou acord entre l'IIHF i l'hoquei professional nord-americà.
L'IIHF va continuar creixent durant les dècades de 1980 i 1990, tant a causa dels esdeveniments polítics com del creixement continuat de l'hoquei a tot el món. La dissolució de la Unió Soviètica va veure la seva adhesió transferida a Rússia, i l'addició de quatre ex repúbliques soviètiques; Azerbaidjan, Belarús, Kazakhstan i Ucraïna a la federació. A més, es van renovar els membres d'Estònia, Letònia i Lituània, tots els quals s'havien unit inicialment a l'IIHF a la dècada de 1930 però van ser expulsats després de la seva annexió per la Unió Soviètica. La ruptura de Iugoslàvia també va provocar un augment de membres. Croàcia i Eslovènia es van unir com a nous membres, mentre que la pertinença de l'antiga Iugoslàvia va ser transferida a la República Federal de Iugoslàvia (que més tard es va conèixer com Sèrbia i Montenegro i encara més tard es va dissoldre en les repúbliques independents de Sèrbia i Montenegro). Quan Txecoslovàquia es va separar, els seus drets de membre van ser transferits a la República Txeca, i Eslovàquia va ser admesa com a nou membre. L'afluència de nous membres va fer que l'IIHF augmentés la mida del torneig del Grup A. Va passar de 8 equips a 12 el 1992 i de 12 a 16 el 1998.
El 1990 es va celebrar el primer Campionat Mundial d'Hoquei sobre Gel Femení, a Ottawa (Canadà), amb la participació de 12 seleccions nacionals.

### Segle XXI
L'IIHF va celebrar el seu 100è aniversari el 2008. Com a part de les celebracions, el Campionat del Món de 2008 es va celebrar al Canadà per primera vegada (el torneig va ser coorganitzat per les ciutats de Halifax i Quebec). Per commemorar l'aniversari, l'equip All-Star del centenari de l'IIHF va ser escollit per votacions.
El nombre de membres va créixer al segle XXI: Xile (2000), Bòsnia i Hercegovina (2001), Liechtenstein (2001), Macedònia del Nord (2001), Emirats Àrabs Units (2001), Macau (2005), Malàisia (2006), Moldàvia (2008), Geòrgia (2009), Kuwait (2009; s'havia incorporat originalment el 1985, però va ser expulsat el 1992), Marroc (2010), Kirguizistan (2011), Jamaica (2012), Qatar (2012), Oman (2014), Turkmenistan (2015), Indonèsia (2016), Nepal (2016), Filipines (2016), Algèria (2019), Colòmbia (2019), Iran (2019), Líban (2019), Uzbekistan (2019) i Tunísia (2021).
L'IIHF va rebre crítiques internacionals per haver celebrat el Campionat del Món d'hoquei sobre gel masculí de 2014 a Belarús a causa del pobre historial de drets humans del país. Diverses organitzacions de drets humans van llançar el "No juguis amb el dictador!" campanya de boicot i hi va haver apel·lacions del Congrés dels EUA, el Parlament alemany i el Parlament Europeu. L'IIHF va tornar a rebre crítiques per la planificació de celebrar parcialment el Campionat del Món d'hoquei sobre gel masculí 2021 a Belarús. El gener de 2021, l'IIHF va retirar el Campionat del Món de 2021 de Minsk per qüestions de seguretat i seguretat durant els disturbis polítics, a més de la pandèmia de COVID-19 i va decidir celebrar el torneig únicament a Riga, Letònia.
El 23 de maig de 2021, el vol civil 4978 de Ryanair, que anava en ruta d'Atenes a Vílnius, es va veure obligat a aterrar a Minsk i un passatger d'aquest vol va ser detingut. En protesta, els funcionaris letons van substituir la bandera de l'estat de Belarús a Riga per l'antiga bandera associada als grups de l'oposició belarussa, inclosa a la mostra de banderes del Campionat del Món de l'IIHF 2021. Això va ser per ordre de l'alcalde de Riga Mārtiņš Staķis i el ministre d'Afers Exteriors de Letònia, Edgars Rinkēvičs. L'IIHF va emetre un comunicat protestant per la substitució de la bandera, i el president de l'IIHF, René Fasel, va demanar a l'alcalde que retirés el nom de l'IIHF, la seva bandera i els seus símbols d'aquests llocs, o que la restaurés, insistint que l'IIHF és un "esport apolític". organització". En resposta, Staķis va dir que retiraria les banderes de l'IIHF.
El 28 de febrer de 2022, l'IIHF va suspendre els membres de les federacions d'hoquei rus i belarús fins a nou avís a causa de la invasió d'Ucraïna per part dels països. Tot i així, els jugadors no russos dels clubs russos estan subjectes a les regles de l'IIHF pels seus contractes i no poden abandonar els seus clubs i Rússia fins que els seus contractes expirin o sigui rescindit pel seu club. Si els jugadors marxen de totes maneres, poden ser demandats i se'ls impediria jugar per a altres clubs.
El 22 de març de 2023, l'IIHF va excloure els equips nacionals i de clubs russos i belarussos de les competicions de l'IIHF durant la temporada 2023-24, per consideracions de seguretat.

## Saló de la fama

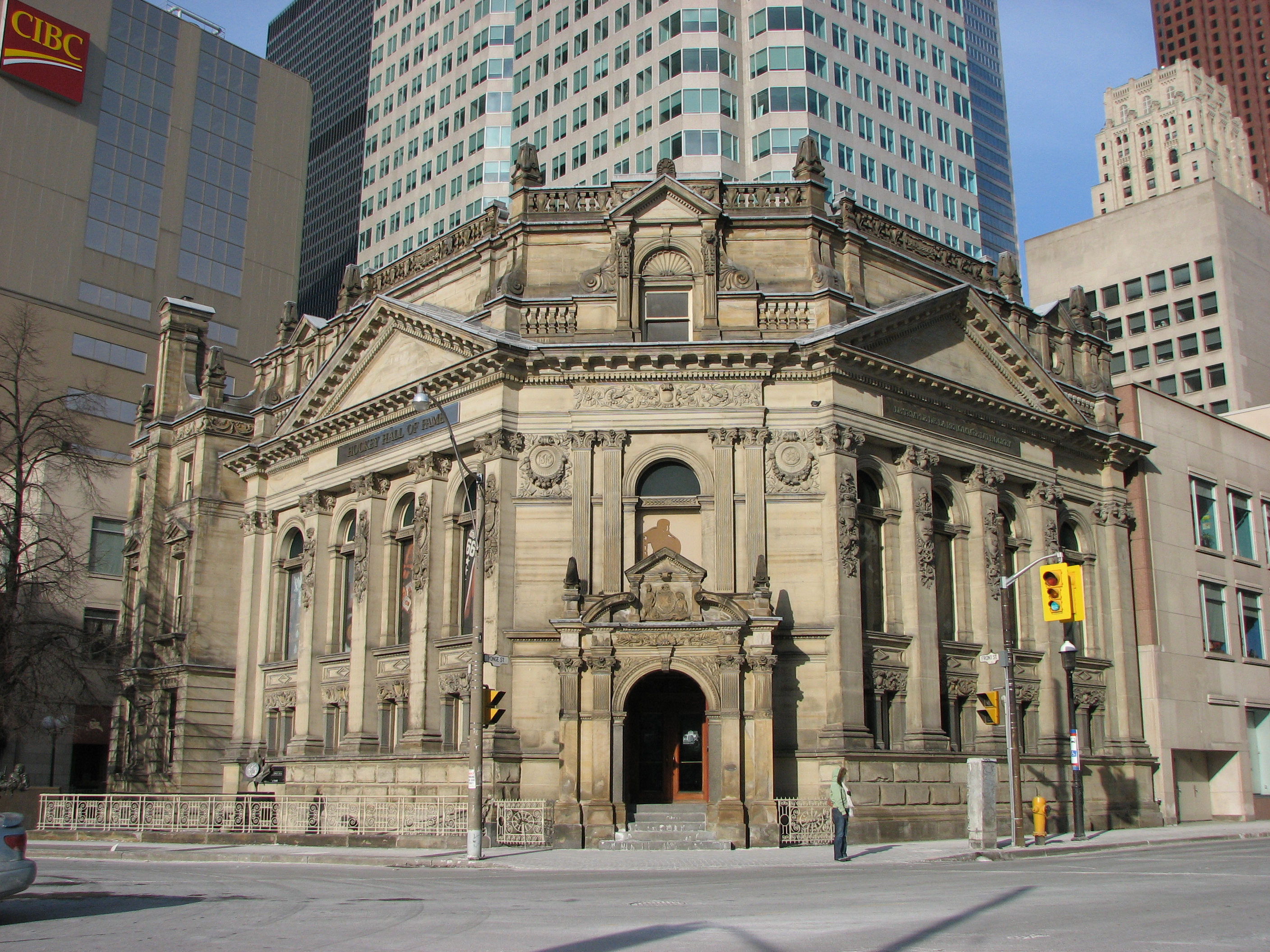
El Saló de la Fama de l'Hoquei de Toronto acull el Saló de la Fama de l'IIHF des de 1998.

Abans de l'establiment del Saló de la Fama de l'IIHF, l'IIHF va mostrar una col·lecció d'artefactes històrics dels Campionats del Món i dels Jocs Olímpics en exposicions temporals. De 1992 a 1997, l'IIHF va cedir les seves exposicions a l'International Hockey Hall of Fame a Kingston, Ontario, Canadà.
El primer pas fet per l'IIHF per crear el seu propi saló de la fama va ser una proposta feta l'any 1996, que va ser ratificada posteriorment al congrés d'estiu de l'IIHF de 1997 per acollir el museu a Zuric. L'aprovació va arribar exactament 89 anys des de la fundació de l'IIHF, amb el propòsit d'honorar antics jugadors, constructors (administradors) i oficials internacionals d'hoquei sobre gel. La cerimònia d'iniciació anual té lloc el dia de presentació de medalles del Campionat del Món d'hoquei sobre gel. L'IIHF va acordar amb la National Hockey League transferir les seves exposicions al Hockey Hall of Fame a Toronto, Canadà, a partir del 29 de juliol de 1998.

## Esdeveniments
Entre els esdeveniments competitius més importants que la IIHF organitza regularment es troben:
- Torneig d'hoquei sobre gel als Jocs Olímpics d'hivern
- Campionat Mundial d'Hoquei sobre Gel (masculí i femení)
- Campionat Mundial d'Hoquei sobre Gel Juvenil (masculí i femení)

Bàsicament, els tornejos organitzats per la IIHF queden repartits entre els anomenats "Sis Grans" de l'hoquei sobre gel al món: Canadà, Suècia, Finlàndia, Rússia (hereva de la poderosa selecció de la Unió Soviètica), República Txeca (hereva de la selecció de Txecoslovàquia) i Estats Units. En algun moment de la història Gran Bretanya, Alemanya, Suïssa i Àustria van intentar fer una mica de contrapès; no obstant això, en els últims 20 anys Eslovàquia (qui conformava Txecoslovàquia al costat de República Txeca) amb la seva selecció s'ha ficat en la disputa amb els Sis Grans als Campionats Mundials arribant a fases finals, fins al punt de quedar campió al Mundial de 2002 organitzat a Suècia. Suïssa ha buscat recuperar el rumb del passat arribant a la Final als mundials de 2013 i 2018, perdent totes dues contra Suècia. Pel que fa als Jocs Olímpics, Alemanya va obtenir una excel·lent participació a Pyeongchang 2018 guanyant la medalla de plata, sent superat a la Final per Rússia (representat en aquest moment pels Atletes Olímpics de Rússia).

## Organització
L'estructura jeràrquica de la federació està conformada pel president, el secretari general i els vicepresidents, el Congrés (efectuat cada any), el cos executiu i els comitès tècnics.

### Presidents
| N. º | Període     | Nom                  | País         |
| ---- | ----------- | -------------------- | ------------ |
| 1    | 1908 – 1912 | Louis Magnus         | França       |
| 2    | 1912 – 1920 | Henri van den Bulcke | Bèlgica      |
| 3    | 1920 – 1922 | Max Siling           | Suïssa       |
| 4    | 1922 – 1947 | Paul Loicq           | Bèlgica      |
| 5    | 1947 – 1948 | Fritz Kraatz         | Suïssa       |
| 6    | 1948 – 1951 | George Hardy         | Canadà       |
| 7    | 1951 – 1954 | Fritz Kraatz         | Suïssa       |
| 8    | 1954 – 1957 | Walter Brown         | Estats Units |
| 9    | 1957 – 1960 | John Ahearne         | Regne Unit   |
| 10   | 1960 – 1963 | Robert Lebel         | Canadà       |
| 11   | 1963 – 1966 | John Ahearne         | Regne Unit   |
| 12   | 1966 – 1969 | William Thayer Tutt  | Estats Units |
| 13   | 1969 – 1975 | John Ahearne         | Regne Unit   |
| 14   | 1975 – 1994 | Günther Sabetzki     | Alemanya     |
| 15   | 1994 – 2021 | René Fasel           | Suïssa       |
| 16   | 2021 –      | Luc Tardiff Sr.      | França       |

## Membres

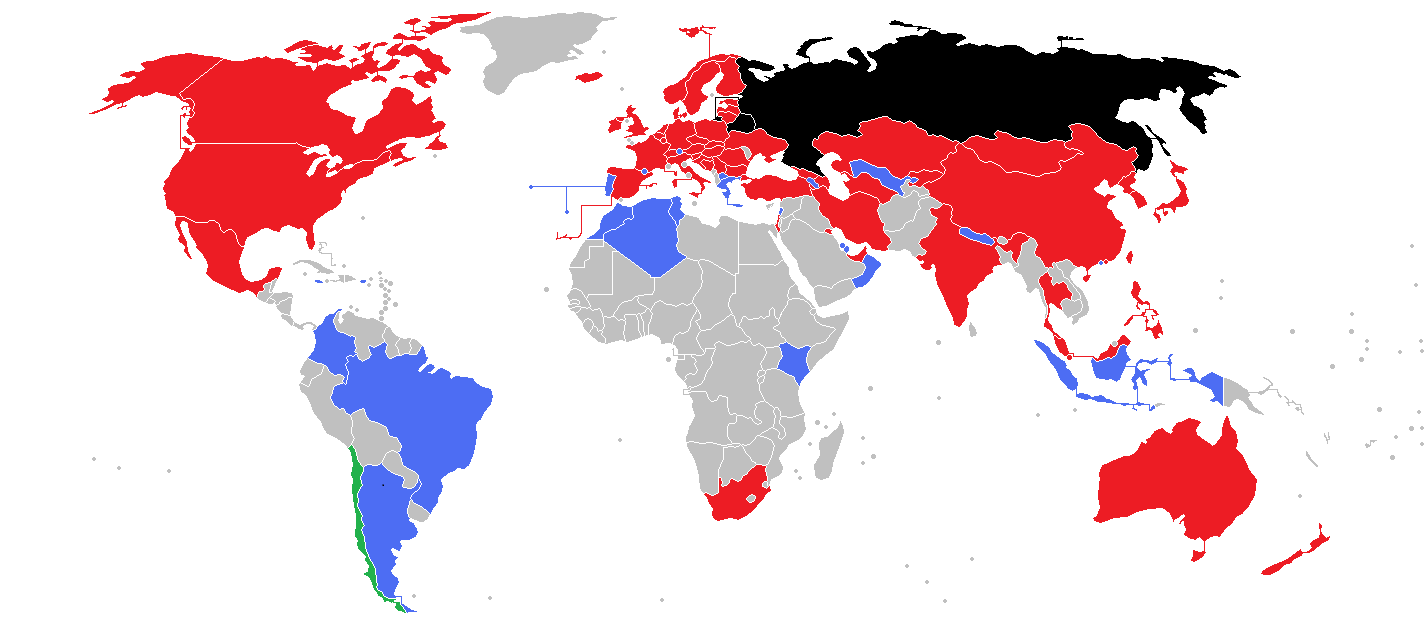
en Vermell: Els membres de la IIHF:
en blau: Membres associats,
en verd: Possibles afiliacions i
en negre: Membres suspesos

A partir del 2022, l'IIHF compta amb 83 membres.
La federació té 60 membres de ple dret, inclosos dos membres suspesos: Austràlia, Àustria, Azerbaidjan, Belarús (suspesa), Bèlgica, Bòsnia i Hercegovina, Bulgària, Canadà, Xina, Taipei Xinès (Taiwan), Croàcia, Txeca, Dinamarca, Estònia, Finlàndia ., França, Geòrgia, Alemanya, Gran Bretanya, Hong Kong, Hongria, Islàndia, Índia, Iran, Irlanda, Israel, Itàlia, Japó, Kazakhstan, Corea del Nord, Corea del Sud, Kuwait, Kirguizistan, Letònia, Lituània, Luxemburg, Malàisia , Mèxic, Mongòlia, Països Baixos, Nova Zelanda, Noruega, Filipines, Polònia, Qatar, Romania, Rússia (suspès), Sèrbia, Eslovàquia, Eslovènia, Sud-àfrica, Espanya, Suècia, Suïssa, Tailàndia, Turquia, Turkmenistan, Ucraïna, Àrabs Units Emirats i els Estats Units. Els membres de ple dret tenen un organisme nacional dedicat a l'esport, i participen anualment en els campionats internacionals. Només els membres de ple dret tenen dret de vot.
A més, hi ha 22 socis associats que o bé no tenen un organisme nacional dedicat a l'esport, o bé no participen habitualment en els campionats internacionals. Són Algèria, Andorra, Argentina, Armènia, Brasil, Colòmbia, Grècia, Indonèsia, Jamaica, Líban, Liechtenstein, Macau, Moldàvia, Marroc, Nepal, Macedònia del Nord, Oman, Portugal, Puerto Rico, Singapur, Tunísia i Uzbekistan.
L'IIHF reconeix Xile com a membre afiliat que només participa en campionats en línia.